# Большенырсинское сельское поселение
Большенырсинское се́льское поселе́ние — муниципальное образование в Тюлячинском районе Татарстана Российской Федерации.
Административный центр — село Большие Нырси.

## История
Статус и границы сельского поселения установлены Законом Республики Татарстан от 31 января 2005 года № 43-ЗРТ «Об установлении границ территорий и статусе муниципального образования "Тюлячинский муниципальный район" и муниципальных образований в его составе».

## Население
| 2010 | 2011 | 2012 | 2013 | 2014 | 2015 | 2016 |
| ---- | ---- | ---- | ---- | ---- | ---- | ---- |
| 926  | →926 | ↘894 | ↘887 | ↘866 | ↘831 | ↘811 |
| 2017 | 2018 |      |      |      |      |      |
| ↘806 | ↘789 |      |      |      |      |      |

## Состав сельского поселения
| № | Населённый пункт | Тип населённого пункта       | Население |
| - | ---------------- | ---------------------------- | --------- |
| 1 | Большие Нырси    | село, административный центр |           |
| 2 | Карабаян         | село                         |           |
| 3 | Малые Меретяки   | деревня                      |           |
| 4 | Малые Нырси      | деревня                      |           |
| 5 | Старый Карабаян  | деревня                      |           |
| 6 | Тямти            | деревня                      |           |